# Les Horribles Cernettes
Les Horribles Cernettes é um grupo musical formado por funcionárias do CERN e que se apresenta em festivais realizados no CERN com músicas humorísticas no estilo doo-wop. As iniciais do nome do grupo, LHC, também são as iniciais de Large Hadron Collider (Grande Colisor de Hádrons) que é o maior acelerador de partículas do mundo.
Parte da fama deste grupo se deve ao fato de ser a primeira banda a estar presente na web. Em 1992, Tim Berners-Lee pediu fotos das garotas do CERN ao seu colega para publicá-la na rede de informações que havia criado. Portanto a foto da banda teria sido a primeira imagem publicada na web.